# Elisabeth Djouka
Elisabeth Djouka est une femme nationaliste engagée du maquis dans l'ouest Cameroun, née vers 1944 et morte le 11 février 2024.
Elle est connue pour son incarcération dans la prison de Bafoussam, immortalisée par une photo taguée « hors la loi » prise lors de sa détention.

## Biographie

### Origine et débuts
Elisabeth Djouka est originaire de Bamendjou. Elle est la fille de Mbo Ngubap et Magne Lydie[réf. nécessaire]. Elle est entrainée dans le maquis à Batié alors qu'elle est encore mineure. Son surnom est « la douce ». Elle aura été celle qui faisait à manger aux maquisards.

### Parcours, sévices et infertilité
Elisabeth Djouka est une nationaliste engagée.  
Jeune mariée au moment de son arrestation, sa famille reste sans nouvelles d’elle pendant plusieurs années et croit qu'elle est décédée. À sa libération, elle retrouve les siens et est finalement dénoncée comme ayant fait partie des groupes de maquisards. Elle est jetée en prison à Bafoussam. Elle devient célèbre par une photo des archives de la police de Bafoussam de février 1969, la montrant captive des forces luttant contre les maquisards et taguée « hors la loi »,. Plusieurs sources indiquent qu'elle a subi des agressions sexuelles durant la période du maquis. Ces agressions l'ont abimée et l'ont laissée sans possibilité d'avoir des enfants. Elle est mariée à l'état civil à Célestin Chedjou.  
En 2021, elle est malade. Arol Ketchiemen organise — parmi d'autres initiatives — une action en vue de lui venir en aide. Elle meurt le 11 février 2024. Une cagnotte publique a été organisée pour lui offrir des obsèques dignes. Ses obsèques sont organisées le 2 mars 2024 dans son village Baboum.  